# Il grande fuoco
Il grande fuoco è una miniserie televisiva italiana del 1995, diretta da Fabrizio Costa.

## Trama
La giovane marchesa Anna Capilupi, sfidando ogni convenzione, lascia l'anziano marito che le ha fatto da padre perché innamorata del giovane Brentano. È costretta a rinunciare anche al figlio cui è molto legata per cui è così divorata dai sensi di colpa che, sul punto di morte al momento di dare alla luce la figlia di Brentano, chiede perdono ai suoi e viene riaccolta nella famiglia Capilupi. Quando apprende per caso che dopo il suo abbandono Brentano ha tentato il suicidio, decide di tornare con lui e di lasciare l'Italia per sempre. Ma il rimpianto e i rimorsi non le danno tregua e la spingono a cercare sollievo nella morfina finché non le resta che porre fine alle sue sofferenze